# Mathilde de Flandre
Mathilde de Flandre, née vers 1031 à Bruges et morte le 2 novembre 1083 à Caen, est l'épouse de Guillaume le Conquérant et, à ce titre, duchesse de Normandie et reine d'Angleterre.
Elle est régente du duché de Normandie alors que son mari est en Angleterre et participe également à des cours de justice avec lui dans le royaume d'outre-Manche. Elle est aussi la mère de deux futurs rois : Guillaume II d'Angleterre et Henri Ier d'Angleterre.

## Biographie

### Origines
Née vers 1031, Mathilde est la fille de Baudouin V, (v. 1012-1067), dit Baudouin de Lille, comte de Flandre, et d'Adèle de France, comtesse de Corbie. Elle est donc par sa mère petite-fille du roi franc Robert II le Pieux et descend de Charlemagne,. Elle est la sœur des comtes de Flandre Baudouin VI (v. 1030-1070), dit Baudouin de Mons, et Robert Ier (v. 1031-1093), dit Robert le Frison.
Les ossements de Mathilde, conservés à l’abbaye aux Dames de Caen, ont été étudiés en 1961. Sa taille, calculée à partir de son fémur et de son tibia, est estimée à 1,52 m, ce qui était probablement au-dessus de la moyenne de son temps. L'examen de son squelette montre aussi qu'elle était fort mince. Inexplicablement, des sources académiques ont rapporté, de manière erronée, que sa taille était d'environ 1,27 m,.

### Mariage

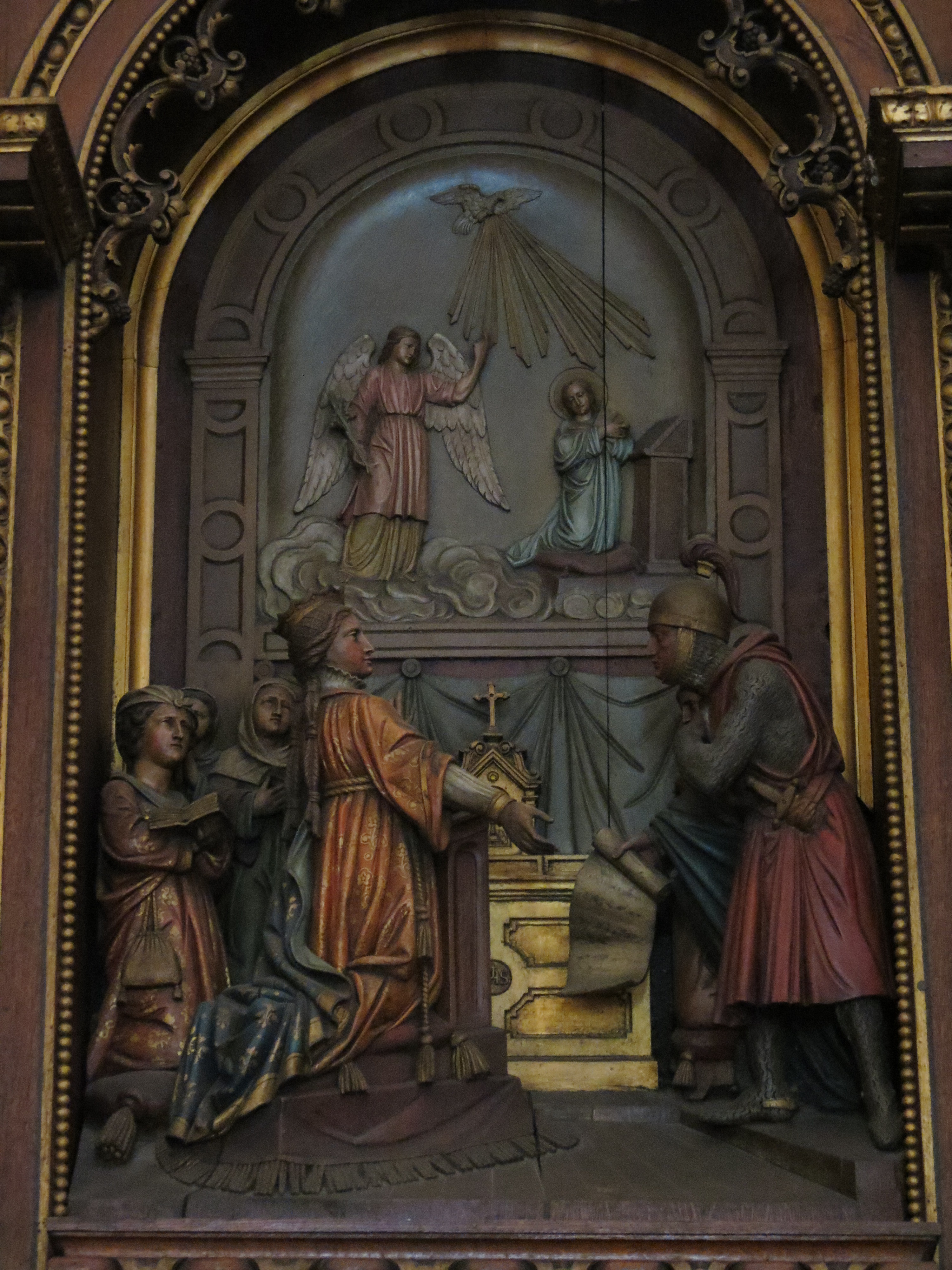
Détail du retable de l'Église Saint-Sever à Rouen représentant Mathilde fondant Notre-Dame de Bonne-Nouvelle.

En 1050, ou 1051, elle épouse Guillaume,, duc de Normandie (dit plus tard le Conquérant), fils de Robert Ier (v. 1010-1035), dit Robert le Magnifique, duc de Normandie, et d'Arlette de Falaise. Ce mariage est arrangé par Baudouin V et Guillaume ; le second souhaite augmenter son prestige en s'alliant notamment à une descendante royale, et les deux partagent une communauté d'intérêts concernant l'Angleterre. Le mariage a lieu soit dans la forteresse d'Eu soit à Rouen, la capitale du duché de Normandie. Les négociations pour leur mariage débutent probablement dès 1048 ; en octobre 1049, au concile de Reims, le pape Léon IX l'interdit, au prétexte d'arguments religieux (cousins au cinquième degré), surtout, probablement, pour des raisons politiques,,. Les futurs époux outrepassent l'interdiction,,. En 1059, le pape Nicolas II valide rétrospectivement ce mariage, à condition que les deux époux fondent chacun une abbaye. Mathilde fonde alors l'abbaye aux Dames de Caen, dédiée à la Sainte-Trinité et son époux fonde l'abbaye aux Hommes, dédiée à saint Étienne. Son église abbatiale est dédicacée le 18 juin 1066. La fondation de l'église Notre-Dame du Pré de Quevilly lui est aussi attribuée.
Mathilde de Flandre a apparemment des relations cordiales avec tous ses enfants. Elle est notamment très proche de son aîné, Robert. Elle est particulièrement peinée quand celui-ci se dispute avec son père et qu'il s'exile en France. Elle a l'habitude de lui envoyer de l'argent et de l'or, aux dépens de son mari. Quand celui-ci découvre le pot aux roses, il menace de sévices le messager breton qu'elle utilise. Elle est aussi en très bons termes avec son époux et il semble qu'ils soient heureux en mariage ; leurs relations resteront bonnes même après l'aide qu'elle aura apportée à Robert. Nul ne connaît d'ailleurs aucune maîtresse ni aucun enfant illégitime à Guillaume.

### Rôle politique

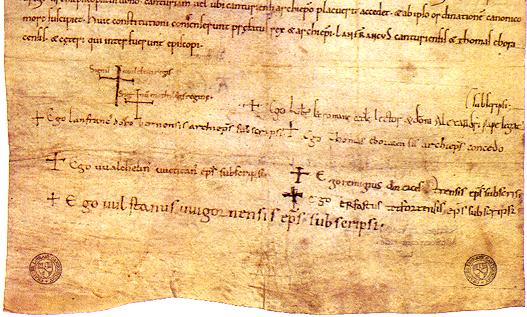
Témoin de son rôle politique, le signum qu'elle appose sur les actes. Sa signature est la deuxième plus grande croix sur l'accord de Winchester (1072).

Sur le plan politique, Mathilde est régente du duché de Normandie pendant la conquête normande de l'Angleterre — c'est-à-dire qu'elle exerce le pouvoir en remplacement du duc qui est trop loin —, probablement avec son fils Robert. Roger II de Montgommery et Roger de Beaumont sont parfois ses conseillers. Elle contribue à la flotte d'invasion en faisant construire à Barfleur la Mora, le navire utilisé par Guillaume pour la traversée. À la Pentecôte 1068, en Angleterre, elle est couronnée reine à Westminster. Elle  s'occupe de la régence de la Normandie durant les années 1070 et 1080. Elle retourne plusieurs fois en Angleterre auprès de son mari et y préside avec lui des cours de justice. Elle joue le rôle typique d'une reine active du Moyen Âge. Dans son entourage, se trouve l'évêque Guy d'Amiens, et elle entretient une correspondance avec le pape réformateur Grégoire VII, qui l'encourage à user de son influence auprès de son mari. Guillaume le Conquérant est à l'origine d'un royaume anglo-normand puissant.
La conquête de l'Angleterre lui apporte de nombreuses terres et fait d'elle une riche propriétaire terrienne, avec des propriétés dans huit comtés,. Elle ne possédait auparavant qu'un maigre douaire dans le pays de Caux (Bures-en-Bray, Maintru, et Osmoy-Saint-Valery). Elle utilise ses nouvelles ressources financières pour faire divers dons à des maisons religieuses, notamment aux abbayes de Saint-Évroult, Corneille, Cluny et, bien sûr, de La Trinité de Caen.

### Mort et legs

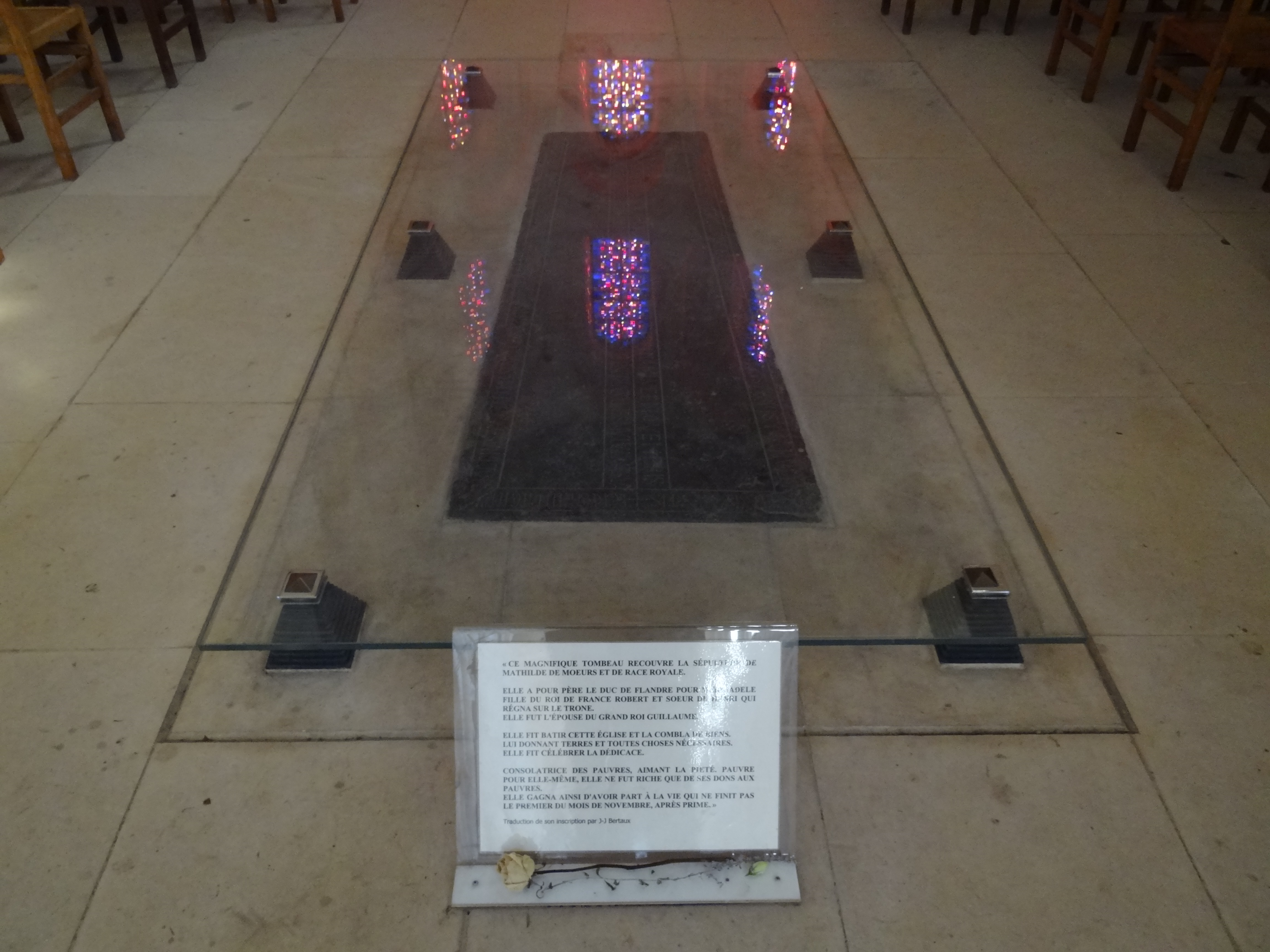
Tombe de Mathilde de Flandre dans le chœur de l'église de la Trinité de l'abbaye aux Dames de Caen (Calvados).

Elle tombe malade à la fin de l'été 1083 et meurt le 2 novembre. Selon sa volonté, elle est inhumée dans l'église abbatiale de La Trinité (abbaye aux Dames) de Caen,. Sa tombe subsiste encore de nos jours. Elle a été pillée par les protestants en 1562. Elle laisse toutes ses terres anglaises et son argent à son fils benjamin, Henri. Sa couronne et son sceptre vont aux nonnes de La Trinité. La Normandie et l'Angleterre restent aux mains des descendants de Mathilde de Flandre et de Guillaume le Conquérant pendant des siècles. L'indépendance du duché de Normandie cesse avec son rattachement au domaine royal français en 1204.

## Famille et descendance
En 1050 ou 1051, elle épouse Guillaume le Conquérant à Rouen. Ils ont huit voire dix enfants, quatre garçons, et quatre ou cinq filles (ou peut-être six filles) :
1. Robert Courteheuse (1051/52-1134), duc de Normandie (1087-1106), épouse Sibylle de Conversano. Emprisonné à vie à partir de 1106 ;
2. Adélaïde († avant 1113), probablement la fille aînée, elle devient nonne à Saint-Léger de Préaux, probablement après plusieurs tentatives ratées de mariage[11]  ;
3. Cécile († 1126), entre à l’abbaye aux Dames de Caen comme oblate le 18 juin 1066. Elle prononce ses vœux en 1075, et devient abbesse en 1113[4] ;
4. Richard (v. 1054/56-1069/75), entre dans les ordres à Caen en 1066. Tué dans un accident de chasse ;
5. Guillaume le Roux (v. 1060-1100), roi d’Angleterre de 1087 à 1100 ;
6. Constance († 13 août 1090), épouse Alain IV Fergent de Cornouailles, duc de Bretagne et comte de Rennes, en 1086 ;
7. Adèle (v. 1067-1137), épouse Étienne-Henri, comte de Blois-Chartres vers 1080/1085 ;
8. Henri Beauclerc (vers 1068/69-1135), roi d’Angleterre (1100-1135) puis duc de Normandie (1106-1135). Il eut plusieurs épouses ou concubines (Mathilde d'Écosse, Nesta de Galles, Sybille de Montgomerry Corbet), il existe toujours actuellement des descendants de la maison des conquérants.

Et peut-être :
- Mathilde († v. 1113), mentionnée dans le Domesday Book, mais ni par Orderic Vital ni par Guillaume de Malmesbury. Mentionnée comme fille du Conquérant dans la nécrologie de Saint-Niçaise de Meulan[12].

Improbables :
- Agathe, seulement mentionnée par Orderic Vital[8], aurait été fiancée à Harold II d'Angleterre, puis à Alphonse VI de Castille, n'a peut-être jamais existé ou est en fait une des filles déjà mentionnées plus haut ;
- Gundrade (vers 1063-1085) a été faussement identifiée comme une fille du Conquérant. Lors de son décès au château d'Acre (Norfolk), elle est dite épouse de Guillaume Ier de Warenne, futur 1er comte de Surrey, et dans un acte relevé au Vieux Sarum, Mathilde de Flandre parle de Gundrade sous le terme « ma fille ». Ordéric Vital, lors de son mariage, spécifie qu'elle est la sœur de Gerbod le Flamand, officieux comte de Chester[12].

Pour certains auteurs, Agathe et Mathilde seraient la même personne.

## Postérité

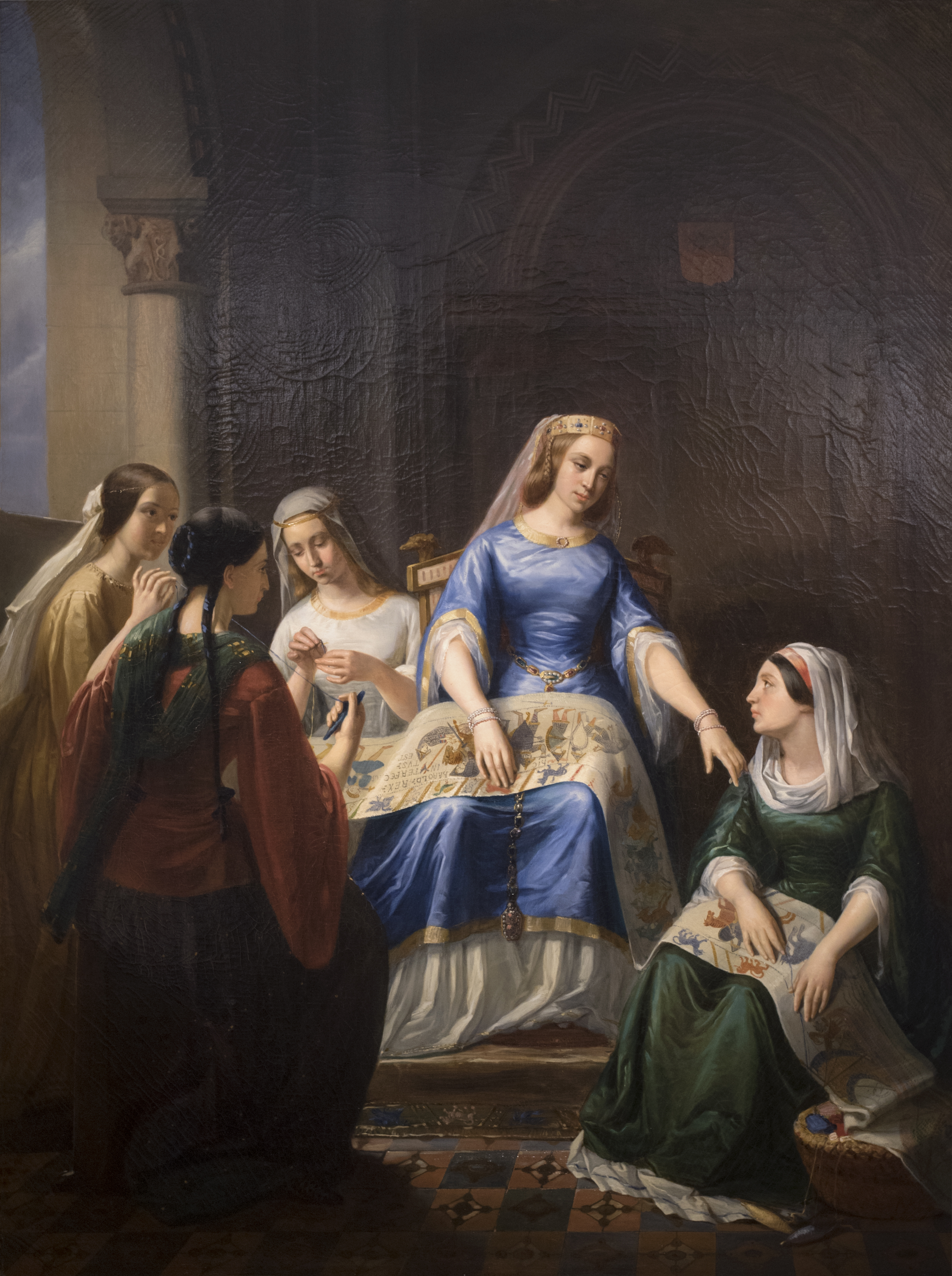
Alfred Guillard, La Reine Mathilde travaillant à la Telle du Conquest, 1848 (Bayeux, musée Baron-Gérard).

Au XIXe siècle, la tradition attribue à Mathilde la réalisation de la tapisserie de Bayeux, ou Tapisserie de la Reine Mathilde, qui relate la conquête normande de l'Angleterre, en 1066. Cette thèse est aujourd'hui totalement écartée,. La tapisserie de Bayeux, qui est une broderie, avait été attribuée par une légende à Mathilde comme pour la faire ressembler à la mythique Pénélope, épouse du légendaire roi grec Ulysse, réputée avoir fait et défait quotidiennement une tapisserie en attendant le retour de son mari. La broderie de Bayeux a été réalisée par des hommes dans des ateliers anglais, après une commande probable du demi-frère du duc Guillaume, Odon, alors évêque de Bayeux.
Il existe une légende selon laquelle la reine Mathilde aurait été attachée à la queue d'un cheval et traînée sur ordre de son mari dans la rue Froide de Caen. Cet évènement serait à l'origine du nom de la rue.
À Rouen, le pont Mathilde ne porte pas son nom, mais celui de Mathilde l'Emperesse, fille d'Henri Ier Beauclerc (lui-même fils de Mathilde de Flandres et Guillaume le Conquérant). Mathilde l'Emperesse fut en effet à l'origine de la construction d'un pont en pierre de 13 arches vers le milieu du XIIe siècle, pont qui dura plusieurs siècles.

## Ascendance
Mathilde de Flandre descend notamment d'Hugues Capet et de Charlemagne (ancêtre d'Arnoul Ier de Flandre), qui sont donc également dans l'ascendance de tous les monarques successifs d'Angleterre et du Royaume-Uni.